# ボリシェヴィク島
ボリシェヴィク島（ボリシェヴィクとう、ボリシェヴィーク島（ボリシェヴィークとう）；ロシア語:о́стров Большеви́кオーストラフ・バリシヴィーク；英語:Bolshevik Island）は、北極海に浮かぶセヴェルナヤ・ゼムリャ諸島の南端に位置する島。名称は、ボリシェヴィキの単数形。
面積は11206km2で同諸島では十月革命島に次ぎ二番目の大きさ。ロシア・クラスノヤルスク地方に属する。島全体のおよそ30%の地域が、氷河に覆われている。

## ギャラリー

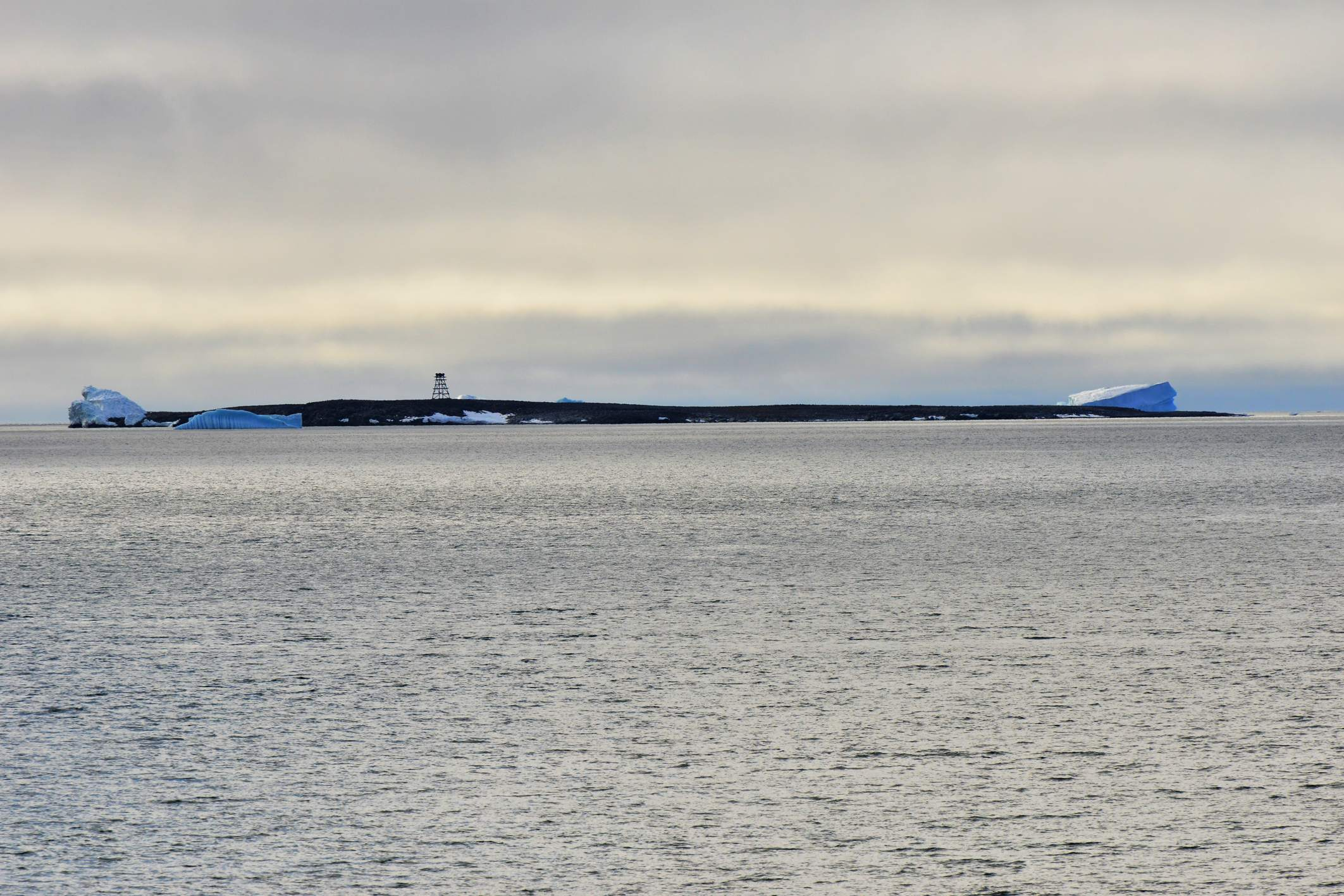
アンツェーフ岬
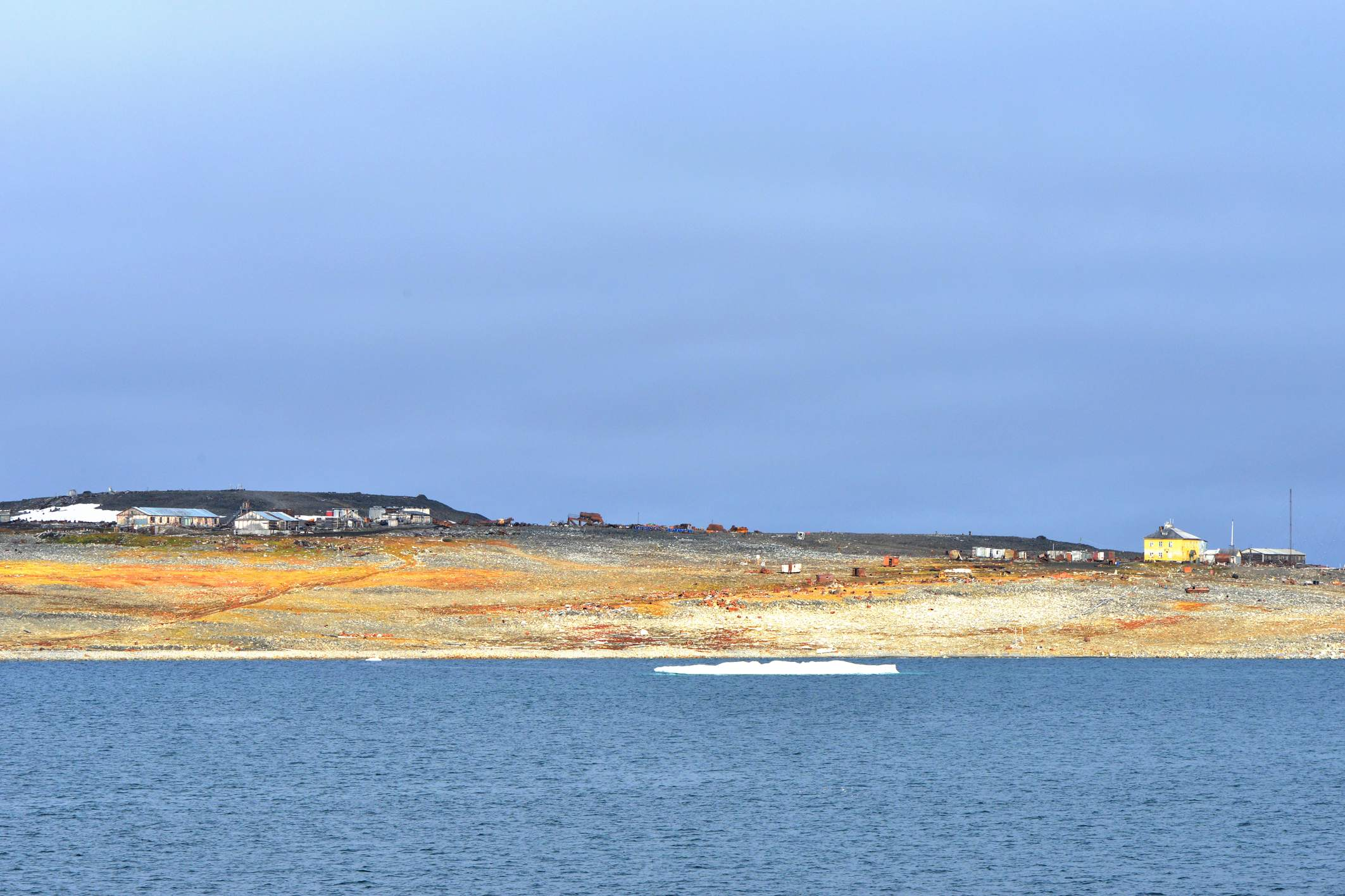
南海岸のソルネーチナヤ湾
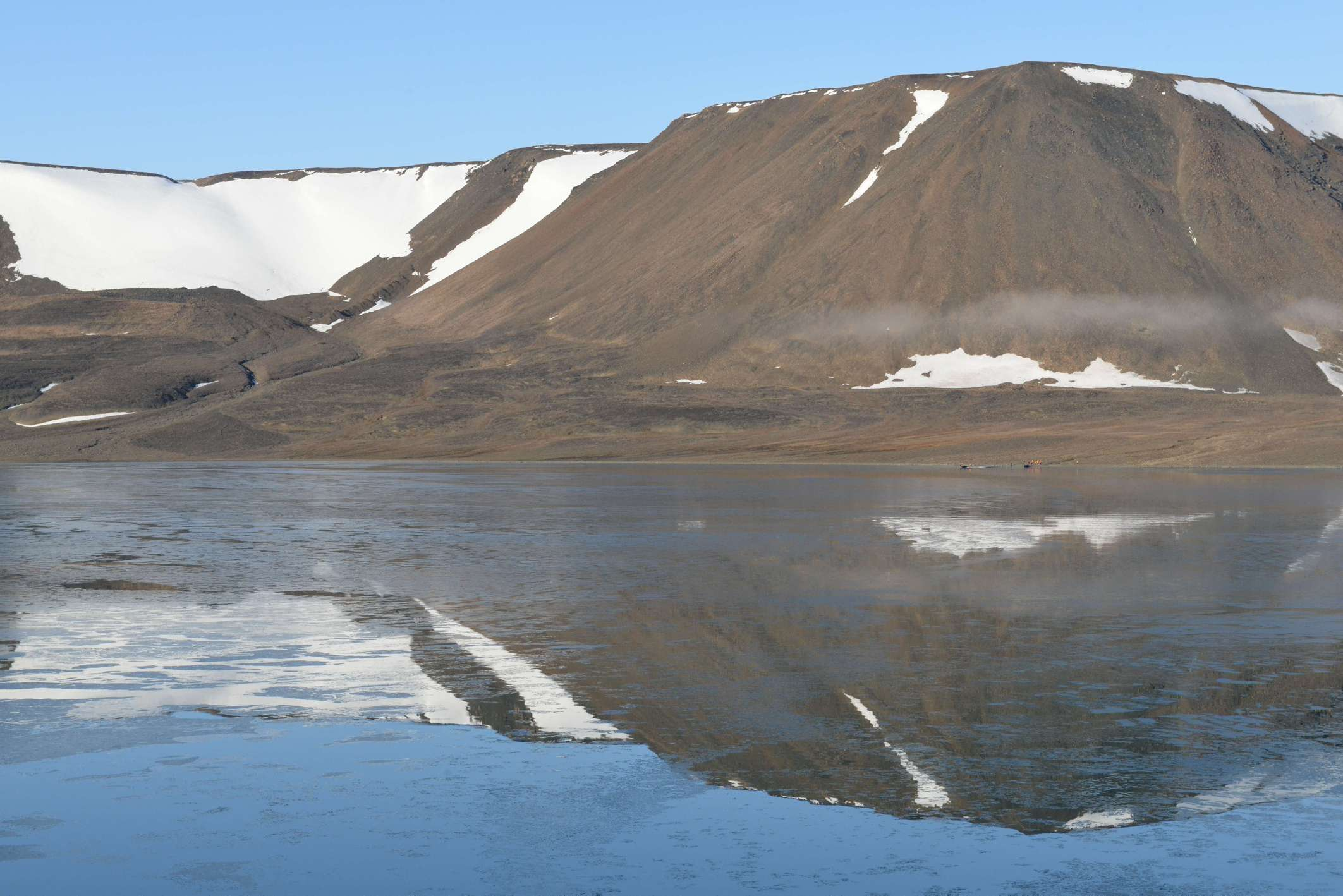
アフマートヴァ・フィヨルド
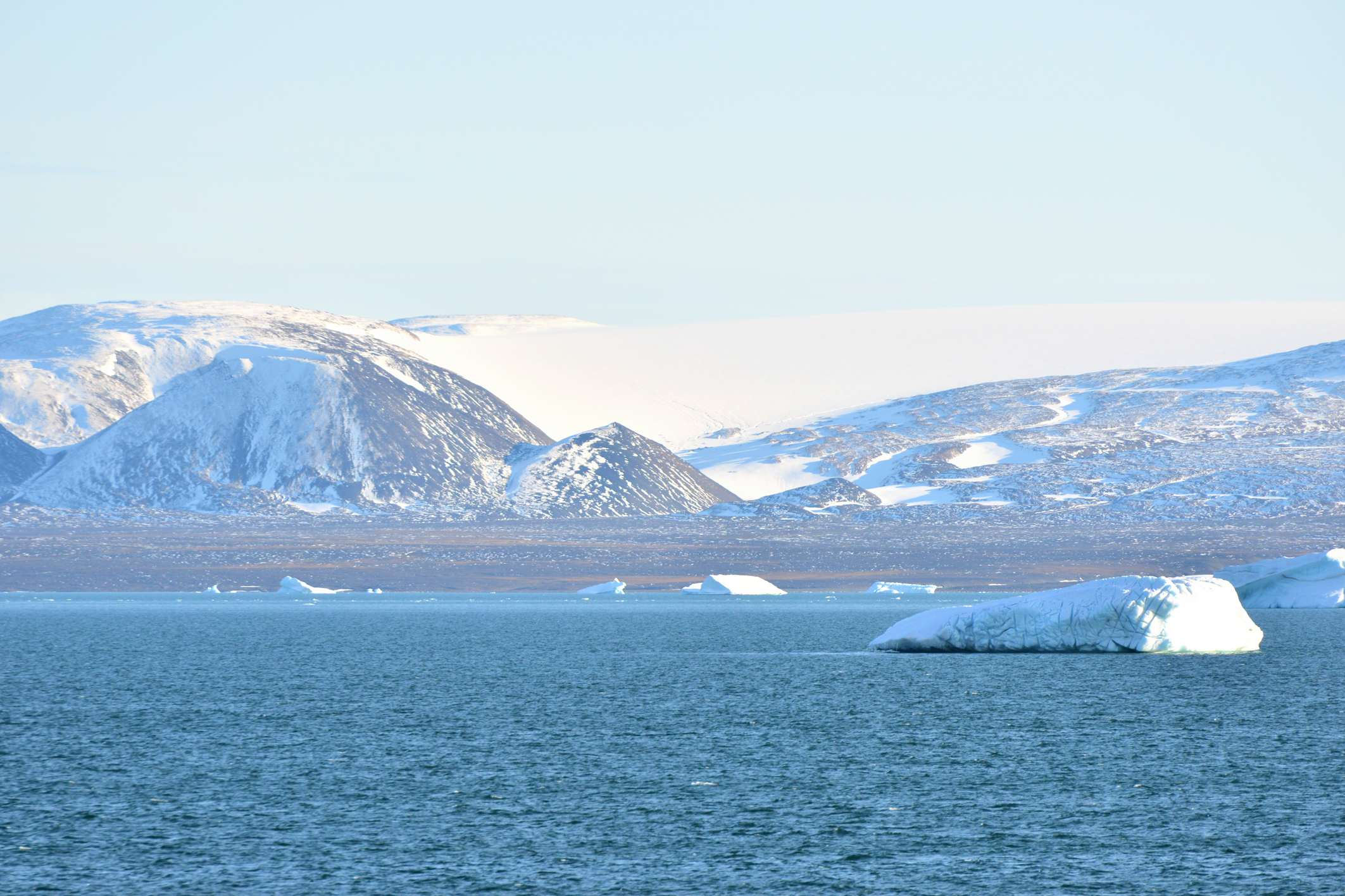
ミコヤーナ湾
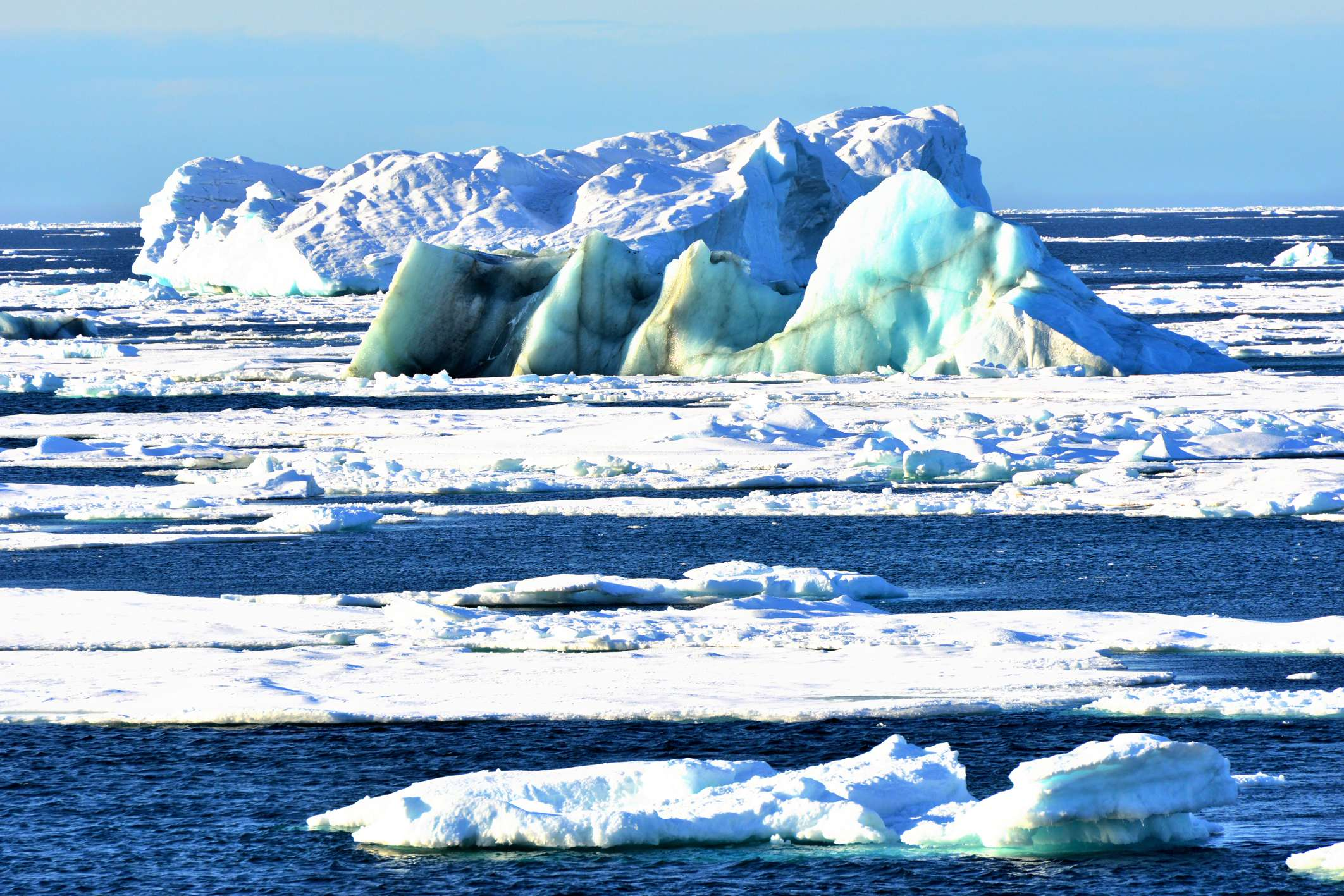
北東海岸の「氷山の道」